# Heathen Chemistry
《Heathen Chemistry》는 영국의 록 밴드 오아시스의 다섯 번째 스튜디오 음반으로, 2002년 7월 1일, 빅 브라더 레코딩을 통해 발매되었다. 이 음반은 전작 《Standing on the Shoulder of Giants》의 작업이 끝난 뒤 새로 합류한 기타리스트 겜 아처와 베이시스트 앤디 벨이 처음으로 참여한 오아시스의 스튜디오 음반이며, 오랜 기간 밴드의 드러머였던 앨런 화이트가 참여한 마지막 음반이기도 하다. 화이트는 2004년 초 밴드를 떠났으며, 노엘 갤러거는 그 이유로 화이트의 밴드에 대한 헌신 부족을 언급했다.

## 녹음
《Heathen Chemistry》는 2001년부터 2002년 초 사이에 녹음되었으며, 오아시스 음반 중 처음으로 주요 작곡가인 노엘 갤러거 외의 멤버들이 본격적인 작곡에 참여한 작품이다. 프론트맨 리암 갤러거는 세 곡을, 새로 합류한 베이시스트 앤디 벨과 리듬 기타리스트 겜 아처는 각각 한 곡씩을 기여했다.
대부분의 악기 파트 녹음이 2001년 중반에서 후반 사이에 완료되었음에도 불구하고, 노엘 갤러거는 리암이 보컬 녹음에 소극적인 태도를 보이며 세션에 제대로 임하지 않아 음반 발매가 불필요하게 지연되고 있다고 밝혔다. 그는 당시의 상황에 대해 "지독히 화가 났다"고 표현하며, 작업 진척이 없다는 점에 실망감을 드러냈다.
최근까지는 (이 음반에) 정말 만족하고 있었는데, 지금은 존나 화가 나. 나는 내 파트 다 끝낸 지 세 달 반이나 됐고, 그다음은 리암한테 넘겼는데 그동안 걔는 아무것도 안 했어. 그냥 또다시 술 마시는 버릇에만 집중했지. 지금은 그냥 표류하고 있는 상태야.
백 트랙은 전부 끝났고, 연주만 들으면 환상적인 음반이야. 그걸 보컬한테 넘기니까 느려지고, 길고, 지루하고, 고통스러운 작업이 되어버렸어. 솔직히 말해서 지금은 언제 나올지도 모르겠어. 이제 전부 그놈한테 달렸지.
녹음 과정에서 여러 차질이 있었음에도 불구하고, 음반이 마침내 완성되었을 때 노엘은 이 음반이 오아시스의 데뷔작 《Definitely Maybe》 다음으로 최고의 음반이라고 확신했다.
노엘에 따르면 음반 제목은 그가 이비사섬에서 구입한 티셔츠에서 따온 것으로, 티셔츠에는 "The Society of Heathen Chemists"(이교도 화학자 협회)라는 문구가 적혀 있었다. 이와 비슷하게 첫 번째 싱글 〈The Hindu Times〉의 제목도 노엘이 《GQ》의 역사상 위대한 기타리스트 100인 특집 화보 촬영 중에 본 티셔츠에 적혀 있던 문구에서 따온 것이다. 이 곡은 처음에 인스트루멘탈 상태였고, 그때 임시로 붙인 제목이 곡이 완성될 때까지 그대로 남게 되었다.

## 커버 아트
이 음반의 커버 사진은 사진작가 앤드루 맥퍼슨이 촬영했으며, 사이먼 핼펀의 의뢰로 2002년 2월, 밴드와 함께 프랑스 파리에서 일주일간 머무르며 작업한 결과물이다. 사진은 2002년 2월 13일, 밴드 멤버들이 리옹역 지하철역에서 열차를 기다리는 모습을 비공식적으로 포착한 장면을 담고 있다.

## 발매
음반의 발매는 공식 발매 거의 세 달 전에 전곡 11곡이 인터넷에 유출되면서 그 여파에 가려졌다. 이는 밴드가 라스베이거스에서 공연을 했을 때 팬들이 음반 발매 전에 이미 여러 신곡의 가사를 알고 있었던 점에서 드러났다. 하지만 정식으로 발매된 음반에서는 〈Little by Little〉과 〈Better Man〉 두 곡에서 약간의 차이가 들린다는 것을 청자들이 알 수 있었다.
11번 트랙 〈Better Man〉의 재생 시간은 38분 3초인데, 이는 약 30분간의 무음 뒤에 숨겨진 트랙 〈The Cage〉가 이어지기 때문이다. 일본판과 디지털 버전에서는 〈Better Man〉과 숨겨진 트랙 〈The Cage〉가 분리되어 있으며, 30분간의 무음도 제거되어 있다.
이 음반은 영국에서 120만 장 이상이 판매되어 플래티넘 4회 인증을 받았으며, 미국에서는 15만 4천 장이 판매되었다. 《Heathen Chemistry》는 발매와 동시에 영국 차트 1위에 올랐지만, 미국에서는 다소 저조한 성적으로 23위에 진입하는 데 그쳤다.

## 평가
| 총 점수                       | 총 점수 |
| 출처                          | 점수    |
| ----------------------------- | ------- |
| 메타크리틱                    | 55/100  |
| 평가 점수                     |         |
| 출처                          | 점수    |
| AllMusic                      | [ 11 ]  |
| Blender                       | [ 12 ]  |
| Encyclopedia of Popular Music | [ 13 ]  |
| Entertainment Weekly          | B−      |
| The Guardian                  | [ 15 ]  |
| Los Angeles Times             | [ 16 ]  |
| NME                           | 8/10    |
| Pitchfork                     | 1.2/10  |
| Q                             | [ 19 ]  |
| Rolling Stone                 | [ 20 ]  |
| Spin                          | 4/10    |

음반에 대한 평가는 극단적으로 엇갈렸다. 메타크리틱에서 이 음반은 22개의 평론을 기반으로 100점 만점에 55점을 기록하며 "복합적이거나 평균적인 평가"를 받았다. 몇몇 평론가들은 이 음반이 전작 《Standing on the Shoulder of Giants》보다 낫다고 평가했으며, 《블렌더》는 오아시스를 "제자리를 되찾은 밴드"라고 표현했다. 그러나 《드로운드 인 사운드》, 《피치포크》, 《스타일러스 매거진》을 비롯한 여러 매체는 혹평을 내놓았다.
2017년, 리암 갤러거는 《Heathen Chemistry》를 오아시스 음반 중에서 자신이 가장 좋아하지 않는 음반으로 꼽았다.

## 곡 목록
| #   | 제목                                                                           | 작사·작곡            | 재생 시간 |
| --- | ------------------------------------------------------------------------------ | -------------------- | --------- |
| 1.  | 〈The Hindu Times〉                                                            | 노엘 갤러거          | 3:46      |
| 2.  | 〈Force of Nature〉                                                            | N. 갤러거            | 4:51      |
| 3.  | 〈Hung in a Bad Place〉                                                        | 겜 아처              | 3:28      |
| 4.  | 〈Stop Crying Your Heart Out〉                                                 | N. 갤러거            | 5:03      |
| 5.  | 〈Songbird〉                                                                   | 리암 갤러거          | 2:07      |
| 6.  | 〈Little by Little〉                                                           | N. 갤러거            | 4:52      |
| 7.  | 〈A Quick Peep〉 (기악)                                                        | 앤디 벨              | 1:17      |
| 8.  | 〈(Probably) All in the Mind〉                                                 | N. 갤러거            | 4:02      |
| 9.  | 〈She Is Love〉                                                                | N. 갤러거            | 3:09      |
| 10. | 〈Born on a Different Cloud〉                                                  | L. 갤러거            | 6:08      |
| 11. | 〈Better Man〉 (곡은 4:02초에 끝나며, 히든 트랙 〈The Cage〉는 33:13부터 시작) | L. 갤러거, N. 갤러거 | 38:02     |

## 참여 인원
- 리암 갤러거 - 보컬, 탬버린, 어쿠스틱 기타
- 노엘 갤러거 - 리드 기타, 키보드, 백 보컬, 리드 보컬 (2, 6, 9, 13), 드럼 (11)[25]
- 겜 아처 - 리듬 기타, 키보드, 백 보컬
- 앤디 벨 - 베이스 기타
- 앨런 화이트 - 드럼, 퍼커션

## 인증
| 국가                                                                                         | 인증        | 판매량/출하량 |
| -------------------------------------------------------------------------------------------- | ----------- | ------------- |
| 아르헨티나 (CAPIF)                                                                           | 골드        | 20,000^       |
| 오스트레일리아 (ARIA)                                                                        | 골드        | 35,000^       |
| 캐나다 (뮤직 캐나다)                                                                         | 골드        | 50,000^       |
| 홍콩 (IFPI 홍콩)                                                                             | 플래티넘    | 20,000*       |
| 일본 (RIAJ)                                                                                  | 플래티넘    | 200,000^      |
| 스웨덴 (GLF)                                                                                 | 골드        | 30,000^       |
| 스위스 (IFPI 스위스)                                                                         | 골드        | 20,000^       |
| 영국 (BPI)                                                                                   | 4× 플래티넘 | 1,200,000     |
| 미국                                                                                         | —           | 154,000       |
| *판매량을 기반으로 한 인증 · ^출하량을 기반으로 한 인증 · 판매량+스트리밍을 기반으로 한 인증 |             |               |